# Генетично модифікована їжа

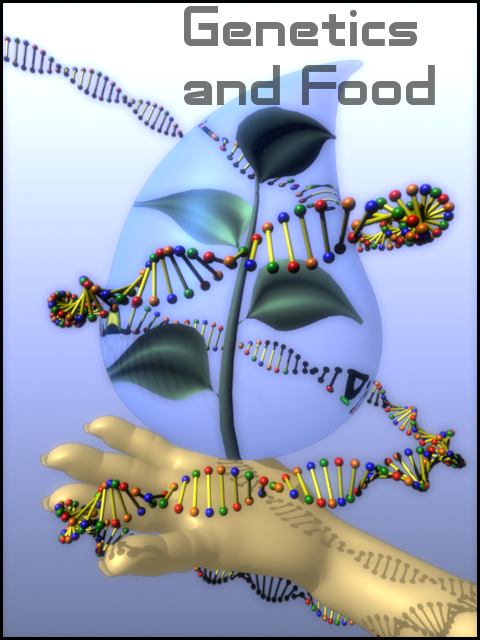

Генети́чно модифіко́вана ї́жа — харчові продукти, отримані з генетично модифікованих організмів (рослин, тварин і мікроорганізмів). Згідно з українським законодавством продукти, що отримані за допомогою генетично-модифікованих організмів, також вважаються генетично модифікованими. Генетично модифіковані організми набувають певних якостей завдяки переносу в геном окремих генів теоретично з будь-якого організму (у випадку трансгенезу) або з геному споріднених видів (цисгенез), або виключення окремих генів з геному.

## Методи отримання

Ti плазміда A. tumefaciens — засіб для переносу генів

Генетично модифіковані організми отримують методом трансформації за допомогою одного з таких способів: агробактеріальний перенос, балістична трансформація, електропорація або вірусна трансформація. Переважна кількість комерціалізованих трансгенних рослин отримані за допомогою агробактеріального переносу або балістичною трансформацією. Зазвичай, для переносу використовують плазміду, що містить ген, робота якого надає організму задані якості, промотор, що регулює включення цього гена, термінатор транскрипції, а також касету, що містить селективний ген стійкості до антибіотику канаміцину або гербіциду. Отримання трансгенних сортів нового покоління не передбачає використання селективного гена, побічні якості якого можуть розглядатися як небажані. Натомість генетична конструкція може нести декілька генів, що необхідні для комплексної роботи генетичної конструкції.

## Мета генетичного модифікування
Генетична модифікація може надавати рослині і харчовому продукту, що виробляється з неї, цілий ряд певних ознак. Переважна кількість генно-модифікованих організмів, що культивуються, несуть стійкості до збудників хвороб (вірусів та грибів), комах-шкідників або до гербіцидів. Це значно полегшує культивування, а також зменшує витрати на обробку отрутохімікатами.

### Стійкість до гербіцидів
Більшість гербіцидів діють вибірково проти небажаних видів рослин. Крім цього, існують гербіциди широкого спектра дії, які впливають на обмін речовин майже всіх видів рослин, як, наприклад, гліфосат, глюфозінат амонію або імідазолін.
Завдяки переносу гена 5-енолпірувілшікімат-3-фосфат синтази (ЕПШФС) з ґрунтової бактерії Agrobacterium tumefaciens у геном рослини вдалося надати ознаки стійкості до гліфосату (Раундап — комерційна назва виробника Монсанто).
Перенос гена фосфінотріцин ацетил трансферази (pat-gene) з бактерії Streptomyces viridochromogenes забезпечив трансгенним рослинам стійкість до гербіциду глюфозінат амонію (Ліберті — комерційна назва виробника Баєр).
У 2008 році вирощування трансгенних рослин зі стійкістю до гербіцидів посідало перше місце в загальній кількості вирощуваних трансгенних рослин загалом і становило 63 % або 79 млн з 125 млн гектарів, засіяних трансгенними рослинами у світі. Підраховано, що тільки вирощування трансгенної сої зі стійкістю до гербіцидів з 1996 по 2007 роки призвело до кумулятивного зменшення використання загальної кількості гербіцидів на 73 тисячі тонн (4,6 %). 2009 року стійкі до гербіцидів рослини потіснили сорти, стійкі до комах-шкідників і ті, що несуть одразу дві або три вбудовані ознаки.

### Стійкість до комах
Бактеріальний Bt-токсин здавна застосовували в сільському господарстві як ефективний інсектицид. В органічному землеробстві поширене застосування бактеріальної суспензії Bacillus thuringiensis для боротьби з комахами-шкідниками.
Перенесений у геном рослини бактеріальний ген cry Bt-токсину надає рослині стійкості проти низки комах-шкідників. Найпоширеніші рослини, у які вбудовують ген Bt-токсину — кукурудза (лінія MON810 виробництва Монсанто) та бавовник, який розроблений і впроваджений Монсанто в 1996 році. Була спроба перенести ген Bt-токсину в картоплю з метою боротьби проти колорадського жука, але захід виявився неефективним, оскільки трансгенна картопля виявилася вразливою до попелиці Aphidius nigripes. Переваги трансгенних рослин в тому, що цільове впровадження інсектициду в рослину захищає нешкідливих і корисних комах від тотального винищення внаслідок обробки полів. Недоліки полягають в тому, що інсектицид наявний в рослині перманентно, що унеможивлює його дозування. Крім того, в трансгенних сортах першого покоління ген експресується під конститутивним промотором, тому продукт його гена є в усіх частинах рослини, навіть тих, які комахами не вражаються. Для уникнення цієї проблеми розробляються генетичні конструкції під контролем специфічного промотору. 2009 року трансгенні Bt-рослини були найпоширенішими за кількістю культивованих трансгенних рослин.

### Стійкість до вірусів
Віруси викликають цілий ряд захворювань рослин і їхнє поширення важко контролювати, засобів хімічної боротьби також не існує. Найефективнішими засобами боротьби вважається сівозміна та селекція стійких сортів. Генна інженерія розглядається як перспективна технологія в розробці стійких сортів рослин. Найпоширеніша стратегія — косупресія, тобто перенос у рослину гену вірусу, що кодує білок його оболонки. Рослина продукує вірусний білок до того, як вірус у неї проникне і це сповіщає їй сигнал про вірусну інвазію, активізуються захисні механізми, які блокують розмноження вірусу, якщо він проникає в рослину.
Вперше цю стратегію застосували для порятунку папайної індустрії на Гаваях від вірусу кільцьової папайної плямистості. Вперше вірус було ідентифіковано в 1940 році, а в 1994 він швидко поширився, внаслідок чого індустрія опинилася перед загрозою повного знищення. 1990 року почались інтенсивні роботи з трансформації папаї, які в 1991 році увінчались успіхом. Перші плоди комерціалізованого сорту папаї «Rainbow» були зібрані в 1999 році.

### Стійкість до грибів
Гриб Phytophthora infestans належить до групи рослинних паразитів, що спричиняє фітофтороз, який завдає значних збитків при культивуванні картоплі або томатів. Найефективніший метод боротьби з фітофторою — застосування фунгіцидів (за сезон може знадобитися до 16-ти обробок, що серйозно забруднює ґрунти) та виведення сортів, стійких до захворювання. Методами класичної селекції вдалося частково перенести гени стійкості до фітофтори в культурні сорти, але разом з тим переносяться також ряд генів, що кодують небажані ознаки.
Компанія BASF розробила генно-модифікований сорт картоплі «Fortuna», в яку перенесли два гени Rpi-blb1 та Rpi-blb2 стійкості до фітофторозу з південноамериканського дикого виду картоплі Solanum bulbocastanum. 2006 року сорт пройшов успішне польове випробування у Швеції, Нідерландах, Великій Британії, Німеччині та Ірландії. 2014 року очікується поява цього сорту на ринку.

### Стійкість до посухи
Недостатнє постачання води через зміну клімату або окремі посушливі періоди призводить до відчутних втрат врожаїв, особливо в регіонах з несприятливими умовами вирощування. Біотехнологія шукає можливості для штучного захисту рослин від посухи. Скажімо, ген cspB з особливих штамів бактерії Bacillus subtilis, що стійкі до замерзання, також надає рослинному організму якість стійкості до посухи. Компанія BASF та Monsanto розробила сорти кукурудзи, які в польових дослідженнях за несприятливих посушливих умов давали врожайність від 6,7 % до 13,4 % більшу за конвенційні сорти. Заявку на допуск подано в відповідні установи країн Північної Америки, Колумбії та Європейського Союзу. Також ці сорти заплановано залучити до програми Water Efficient Maize for Africa з 2015 до 2017 року, насінний матеріал фірми будуть надавати селянам безкоштовно.

### Стійкість до солей та алюмінію
Засолення ґрунтів — одна з важливих проблем сільськогосподарського рослинництва. У світі близько 60 млн гектарів полів мають таку ваду, що унеможливлює їхнє ефективне використання. Засобам генної модифікації вдалось отримати ріпак, що має ген іонного транспортера AtNHX1 з арабідопсису, що робить його стійким до засолення хлоридом натрію до 200 мМоль/л. Інших фенотипових змін в рослині не спостерігається.
У кислих ґрунтах створюються сприятливі умови для вивільнення з алюмінієвих силікатів тривалентних іонів алюмінію, які для рослин є токсичним. Кислі ґрунти складають до 40 % родючих земель, що робить їх малопридатними для культивування. Стійкість до алюмінію спробували сконструювати штучно, шляхом переносу в рослини ріпаку гена мітохондріальної цитрат синтази з арабідопсису.
Модифікація стійкості до солей та алюмінію перебуває в стадії наукових розробок.

### Модифікація харчових і технологічних якостей продукту

#### Зміна складу білків та амінокислот
У рослинній клітині синтез певних амінокислот припиняється, якщо їхня концентрація досягла певної межі. Генно-інженерними методами в рослину кукурудзи перенесли бактеріальний ген cordapA з Corynebacterium glutamicum під контролем насіннєвого промотору Glb1. Цей ген кодує ензим лізин-нечутливу дигідропіколінат синтазу, яка не розпізнається рослинними системами зворотного інгібування. Насіння кукурудзи лінії LY038, яке розробила компанія Монсанто, містить збільшену кількість амінокислоти лізину, а тому є поживнішим як корм для тварин. Лінія кукурудзи LY038 комерціалізована і допущена до культивування в Австралії, Канаді, Японії, Мексиці, Філіппінах та Сполучених Штатах. В Європі запит на культивування був поданий в Нідерландах, отримав у 2007 році дозвіл, але у 2009 році запит відкликано.

#### Зміна композиції жирів і жирних кислот
Споживання незамінних жирних кислот є важливою умовою для запобігання пренатальних і неонатальних вад у розвитку, оскільки вони необхідні для нормального розвитку багатих молекулярними мембранами тканин мозку, нервової та судинної систем. Поліненасичені жирні кислоти з вуглецевим ланцюгом понад 16 атомів знаходяться переважно в тваринних клітинах. Наприклад, докозагексаєнова кислота в людському тілі не синтезується і повинна надходити в організм з їжею. Виробництво незамінних жирних кислот у харчових рослин розглядається харчовою індустрією як нове і дешеве джерело поживних харчових компонентів.
У насінні ріпаку в нормі відсутні такі жирні кислоти, як арахідонова, ейкозопентаєнова та докозагексаєнова кислота. Натомість насіння близького азійського родича ріпаку — коричневої гірчиці Brassica Juncea містить лінолеву та ліноленову кислоти, які можуть бути перетворені в три послідовних біохімічних кроки на арахідонову та ейкозопентаенову кислоти. Створені трансгенні лінії коричневої гірчиці, у які перенесено цілі блоки (від трьох до дев'яти генів, що кодують ензими для перетворення лінолевої та ліноленової кислот в арахідонову, ейкозопентаєнову та докозагексаєнову кислоти).
Хоча врожайність цих рослин, як і раніше, низька, ці експерименти показують, що в принципі можливо перетворення ліпідного метаболізму так, щоб поліненасичені жирні кислоти продукувалися в олійних культурах.

#### Зміна композиції вуглеводів
Бульби картоплі містять крохмаль, який існує в двох формах: амілоза (20-30 %) та амілопектин (70-80 %), кожна за яких має свої хімічні та фізичні властивості. Амілопектин складається з великих розгалужених молекул полісахаридів, а молекули амілози — у вигляді ланцюгів. Амілопектин розчинний у воді і його фізичні властивості зручніші для використання в паперовій і хімічній індустрії. Як правило, виробничі технології передбачають додаткові кроки в розділенні або модифікуванні амілози і амілопектину хімічним, фізичним або ферментативним способами.
Компанія BASF розробила технічний сорт картоплі «Amflora», у якого генно-інженерним шляхом виключений ген грануло-пов'язаної крохмаль синтази, яка сприяє синтезу амілози. Така картопля накопичує в бульбах виключно амілопектин, а тому технологічно придатніша до обробки.
Сорт «Amflora» отримав допуск Європейського Союзу і в 2010 році заплановано засадити 20 гектарів у Німеччині, 80 гектарів у Швеції й 150 гектарів в Чехії.

#### Зниження алергенності та детоксифікація
Значна частка населення має алергію на певні харчові продукти. Алерген соєвих бобів особливо проблематичний, оскільки соєві продукти все ширше використовують у виробництві харчових продуктів у зв'язку з високою поживною цінністю соєвих білків. Це означає, що алергікам на сою все важче отримати неалергенні харчові продукти. Крім того, у свиней і телят, що споживають соєві корми, також спостерігають алергічні прояви. Харчовими алергенами майже завжди є природні білки. Одним з високоалергенних білків насіння сої є Gly-m-Bd-30-K, який становить близько 1 % від загального білка насіння. Саме на цей білок реагують більш ніж 65 % алергіків. Можна заблокувати ген цього білка і розробити лінії сої, які більше не містять цього алергену.
Урожай бавовнику на кожен кілограм волокна дає близько 1,6 кг насіння, яка містить близько 20 % олії. Після соєвих бобів бавовник є другим за кількістю джерелом олії, харчове використання якої обмежене, завдяки високому вмісту госиполу та інших терпеноїдів. Госипол токсичний для серця, печінки і репродуктивної системи людини. Теоретично 44 мегатонн щорічно могли б задовольнити потреби в олії півмільярда людей. Конвенційними методами отримати бавовник без госиполу можливо, але в такому разі рослина стає беззахисна перед комахами-шкідниками. Генно-інженерними методами можливо цілеспрямовано в насінні перервати один з перших кроків біохімічного шляху синтезу госиполу. У цьому разі вміст госиполу в насінні зменшується до 99 %, а решта органів рослини і надалі його продукують, що захищає їх від шкідників.
Зниження алергенності та детоксифікація генно-інженерними методами перебувають на стадії наукових розробок.

## Історія
Вперше генномодифіковані продукти з'явилися на ринку на початку 1990-х років. У 1994 комерціалізовано генетично-модифікований томат (FlavrSavr), продукції компанії Calgene з підвищеною легкістю. Генетична трансформація в цьому випадку не призводила до вбудовування якогось гена, а стосувалася виключення гена полігалактуронази за допомогою антисенс-технології. У нормі продукт цього гена сприяє руйнуванню клітинної стінки плоду в процесі зберігання. FlavrSavr недовго проіснував на ринку, оскільки існують дешевші конвенційні сорти з такими ж якостями. Переважна кількість сучасних генномодифікованих продуктів рослинного походження. Станом на 2009 рік, комерціалізовано й допущено до вирощування щонайменше в одній з країн світу 33 види трансгенних рослин: соя — 1, кукурудза — 9, ріпак- 4, бавовник — 12, цукровий буряк — 1, папая — 2, гарбуз — 1, паприка — 1, томат — 1, рис — 1. На різних стадіях розгляду запитів на допуск знаходиться ще близько 90 різних видів трансгенних рослин, у тому числі картопля, слива, люцерна, квасоля, пшениця, арахіс, гірчиця, цвітна капуста, перець чилі тощо.

## Обсяги культивування в 2009 році

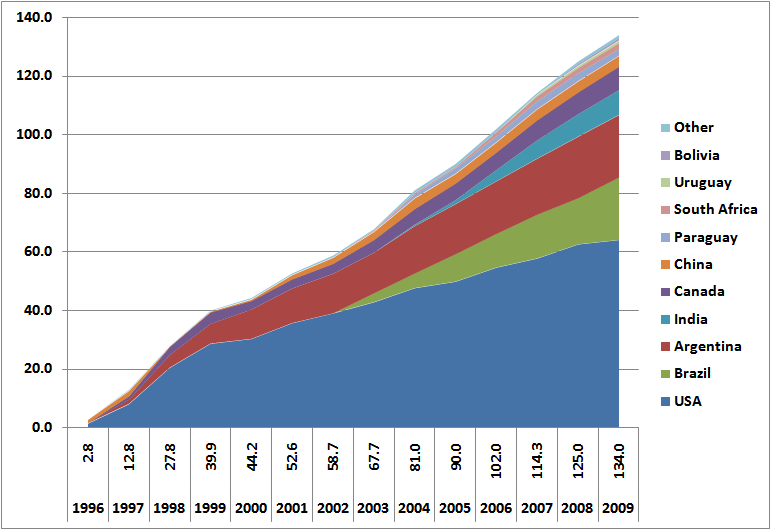
Площі сільськогосподарського культивування ГМО 2009

Генетично-модифіковані рослини комерційно почали вирощуватись з 1996 року і щороку засаджуються все більші площі. Станом на 2009 рік в усьому світі 134 млн га були засіяні генетично модифікованими рослинами. Це відповідає 9 % всіх культивованих родючих ґрунтів (1,5 млрд га).
| Ранг | Країна                          | Площа, млн га | Частка | Культура                                                                 |
| ---- | ------------------------------- | ------------- | ------ | ------------------------------------------------------------------------ |
| 1    | США                             | 64,0          | 38 %   | Соя, кукурудза, бавовник, ріпак, кабачок, папая, люцерна, цукровий буряк |
| 2    | Бразилія                        | 21,4          | 36 %   | Соя, кукурудза, бавовник                                                 |
| 3    | Аргентина                       | 21,3          | 66 %   | Соя, кукурудза, бавовник                                                 |
| 4    | Індія                           | 8,4           | 5 %    | Бавовник                                                                 |
| 5    | Канада                          | 8,2           | 18 %   | Ріпак, кукурудза, соя, цукровий буряк                                    |
| 6    | Китай                           | 3,7           | 3 %    | Бавовник, папая, паприка                                                 |
| 7    | Парагвай                        | 2,2           | 51 %   | Соя                                                                      |
| 8    | Південно-Африканська Республіка | 2,1           | 14 %   | Соя, кукурудза, бавовник                                                 |
| 9    | Уругвай                         | 0,8           | 57 %   | Соя, кукурудза                                                           |
| 10   | Болівія                         | 0,8           | 22 %   | Соя                                                                      |

Крім вищезазначених країн, в 2009 році ГМО комерційно вирощувалось на площах менше 1 млн га на Філіппінах, Буркіна-Фасо, в Австралії, Іспанії, Мексиці, Чилі, Колумбії, Гондурасі, Чехії, Португалії, Румунії, Польщі, Коста-Риці, Єгипті, Словаччині. Загалом ГМО офіційно культивувались в 25-ти країнах, 10 з яких розташовані в Південній Америці.
Більш ніж 3/4 культивованої у світі сої (77 %), яка вирощується на 90 млн га — генно-модифікована. Також в 2009 році половина вирощуваного на 33 млн га бавовнику (49 %) була трансгенна, крім того, четверта частина всієї кукурудзи (26 %) на 158 млн га та 21 % ріпаку на 31 млн га.

## Модифіковані культури у світі в 2010 p
Найбільші посівні площі у всьому світі біотехнологічних культур займають соя, бавовник, кукурудза та ріпак.
Сукупна площа під посівами біотехнологічних культур у світі в 2010 p., досягла майже 1 млрд га (949,9 млн га або 2,3 млрд акрів).
| № з/п | Генетично модифіковані культури, що вирощує країна                       | Країна                          | Площа |
| --- | ------------------------------------------------------------------------ | ------------------------------- | ----- |
| 15 біотехнологічних мега-країн, що вирощують 50 тис. га і більше генетично модифікованих культур                              |                                                                          |                                 |       |
| 1. | Соя, кукурудза, бавовник, ріпак, кабачки, папая, цукровий буряк, люцерна | США                             | 66,8  |
| 2. | Соя, кукурудза, бавовник                                                 | Бразилія                        | 4     |
| 3. | Соя, кукурудза, бавовник                                                 | Аргентина                       | 22,9  |
| 4. | Бавовник                                                                 | Індія                           | 9,4   |
| 5. | Ріпак, кукурудза, соя, цукровий буряк                                    | Канада                          | 8,8   |
| 6. | Бавовник, томати, папая, солодкий перець                                 | Китай                           | 3,5   |
| 7. | Соя                                                                      | Парагвай                        | 2,6   |
| 8. | Кукурудза, соя, бавовник                                                 | Південно-Африканська Республіка | 2,4   |
| 9. | Соя, кукурудза                                                           | Уругвай                         | 1,1   |
| 10. | Соя                                                                      | Болівія                         | 0,9   |
| 11. | Бавовник, ріпак                                                          | Австралія                       | 0,7   |
| 12. | Кукурудза                                                                | Філіппіни                       | 0,5   |
| 13. | Бавовник                                                                 | Буркіна-Фасо                    | 0,3   |
| 14. | Кукурудза                                                                | Іспанія                         | 0,1   |
| 15. | Бавовник, соя                                                            | Мексика                         | 0,1   |
| Інші країни |                                                                          |                                 |       |
| 16. | Кукурудза, соя, ріпак                                                    | Чилі                            | <0,1  |
| 17. | Бавовник                                                                 | Колумбія                        | <0,1  |
| 18. | Кукурудза                                                                | Гондурас                        | <0,1  |
| 19. | Кукурудза                                                                | Чехія                           | <0,1  |
| 20. | Кукурудза                                                                | Португалія                      | <0,1  |
| 21. | Кукурудза                                                                | Румунія                         | <0,1  |
| 22. | Кукурудза                                                                | Польща                          | <0,1  |
| 23. | Бавовник, соя                                                            | Коста-Рика                      | <0,1  |
| 24. | Кукурудза                                                                | Єгипет                          | <0,1  |
| 25. | Кукурудза                                                                | Словаччина                      | <0,1  |
| Джерело: за даними http://www.isaaa.org — [Архівовано 27 лютого 2018 у Wayback Machine.] сайт Institute of Science in Society |                                                                          |                                 |       |

## Методи перевірки на наявність ГМО
Як правило, перевірка на наявність ГМО проводиться за допомогою базового методу полімеразної ланцюгової реакції (ПЛР). ПЛР передбачає три основних дії:
1. Штучний синтез невеликих ділянок ДНК, праймерів, які комплементарні до вбудованого в організм гену, здатні його хімічно розпізнати і специфічно з ним зв'язатись.
2. Коли праймери знаходять цільову послідовність, запускається швидка ланцюгова реакція синтезу вбудованої ділянки ДНК. Таким чином, вбудована цільова молекула ДНК копіюється мільйони разів (ампліфікується).
3. Ампліфікований продукт можна детектувати (візуалізувати) за допомогою різних приладів. Якщо продукт детектується, то це свідчить, що в пробі наявна ДНК генно-модифікованого організму.

Кількісне визначення на наявність ГМО: точну кількість ГМО в продукті визначити неможливо. Довгий час визначення на наявність ГМО було переважно якісна: можна було визначити, чи продукт містить ГМО чи ні. Відносно недавно розроблено методи кількісного визначення — ПЛР в режимі реального часу, коли детектований продукт маркується флуоресцентним барвником і інтенсивність випромінення порівнюється з відкаліброваними стандартами. Втім, навіть найкращі прилади все ще демонструють серйозну похибку.
Кількісне визначення на наявність можливе тільки тоді, коли з продукту можна виділити достатньо ДНК. Якщо виникають труднощі з виділенням ДНК, яка доволі нестабільна, руйнується і втрачається в процесі обробки продукту (очищення і рафінування олії або лецитину, термічна і хімічна обробка, тиск), то кількісне визначення неможливе. Методи виділення ДНК різняться від однієї лабораторії до іншої, тому показники кількісного визначення можуть також різнитись, навіть якщо аналізували один і той самий продукт.
Незалежно від того, якісне чи кількісне визначення застосовується для аналізу харчових продуктів на вміст ГМО, недоліком методу є велика кількість фальш-позитивних та фальш-негативних результатів. Найточніші результати можна отримати при аналізі необробленої рослинної сировини.
Для якісного визначення вмісту ГМО іноді використовують також стандартизовані тестові чип-системи. Методи виділення ДНК різняться від однієї лабораторії до іншої, тому показники кількісної детекції можуть також різнитись, навіть якщо аналізували один і той самий продукт, в основі яких лежить принцип комплементарної гібридизації ДНК з міткою, нанесеною на чип. Лімітуючим фактором цього методу є також ефективне виділення ДНК. Крім того, подібні тестові системи не охоплюють всього різноманіття ГМО і складні для розбудови.
Українські лабораторії, які надають послуги кількісного визначення вмісту ГМО: Випробувальний центр ДП «Інститут екогігієни і токсикології ім Л. І. Медведя», Державне підприємство «Укрметртестстандарт», Національний університет біоресурсів і природокористування України, Центр діагностики вірусів та трансгенів насіння і рослин, Державне підприємство «Вінницястандартметрологія», Центральна випробувальна лабораторія контролю якості товарів Торгово-промислової палати України.

## Шлях до комерціалізації
В кожній країні шлях ГМО до комерціалізації різний. Допуск до продажу і культивування передбачає різні процедури, але всі вони базуються на однакових принципах.
- Безпека: продукт повинен бути безпечний і не становити загрози здоров'ю людей або тварин. Він також повинен бути безпечним для довкілля. Безпечність визначається згідно з розробленими тестами, які базуються на актуальних наукових знаннях і здійснюються з застосуванням сучасних технологічних платформ. Якщо продукт не задовольняє вищезазначеним вимогам — він не отримує дозвіл на культивування або розповсюдження. Якщо з часом продукт демонструє небезпечні якості, він відкликається з ринку.

- Право вибору: навіть якщо ГМО отримує дозвіл на культивування або розповсюдження, споживачі, фермери та бізнес повинні мати право вибору використовувати (споживати) його чи ні. Це означає, що в перспективі повинна існувати можливість виробляти продукцію без застосування генетичної інженерії. Забезпечення принципу співіснування можливо за умови дотримання двох правил:

- Маркування: найважливіший захід для забезпечення права вибору. Де б і яким чином ГМО не застосовувався, він повинен бути ясно маркований. В такому разі споживач має змогу робити свідомий вибір.

- Відслідковування: маркування також необхідне, навіть якщо ГМО не можна детектувати в остаточному продукті. Це стосується виробників та поставників продуктів. В цьому разі вони зобов'язуються інформувати споживачів шляхом надання відповідної документації стосовно сировини.

Допуск для однієї генно-модифікованої культури в одній країні оцінюється від 6 до 15 млн доларів США, куди включено видатки на приготування запиту, оцінка молекулярних характеристик, складу та токсичності продукту, досліди на тваринах, характеристика білків на алергенність, оцінка агрономічних якостей, розробка методів тестування, підготовка юридичних документів для організації експорту. Витрати оплачує подавач запиту на допуск.

## Ризики, пов'язані з ГМ харчовими продуктами

### Ризик для здоров'я
Встановити 100 % безпеку харчових продуктів науково неможливо. Втім, аргументувати безпечність генетично-модифікованої їжі тільки на принципі Argumentum ad Ignorantiam було б помилково. Тому генетично-модифіковані продукти проходять докладні аналізи, що базуються на сучасних наукових знаннях.

#### Харчові алергії, що можуть бути пов'язані з ГМО
Одним з можливих ризиків вживання генетично модифікованої їжі розглядається її потенційна алергенність. Коли новий ген вбудовують в геном рослини, то кінцевим результатом є синтез в рослині нового білка, який може бути новим в дієті. Через це ми не можемо визначити алергенність продукту, базуючись на минулому досвіді. Теоретично, кожний протеїн може потенційно бути тригером алергійної реакції, якщо на його поверхні є специфічні місця зв'язку до IgE антитіл. Антитіла, які специфічні для конкретного антигену, виробляються в організмі індивідууму, чутливого до алергену. Чутливість до алергенів часто залежить від генетичної схильності. Розрахування алергійного потенціалу не можна зробити зі 100%-ною впевненістю. Нові потенційні алергени формуються також у сортах конвенційної селекції, але відслідкувати подібні алергени дуже важко, крім того, процедура допуску конвенційних сортів аналізу на алергенність не передбачається.
Натомість, кожен генно-модифікований сорт, перш ніж потрапить до споживача, проходить процедуру оцінки його алергійного потенціалу. Тести передбачають оцінку білкової послідовності з відомими алергенами, стабільність білка під час переварювання, тести за допомогою крові від чутливих до алергену індивідуумів, тести на тваринах.
Якщо продукт в процесі розробки демонструє алергійні властивості, запит на комерціалізацію може бути відкликано. Наприклад, в 1996 році компанія Pioneer Hi-Bred розробляла кормову сою з підвищеним вмістом амінокислоти метіоніну. Для цього використали ген бразильського горіху, який, як згодом виявилось, демонстрував алергійні якості. Розробка продукту припинена, оскільки існував ризик, що кормова соя може випадково потрапити на стіл до споживача.
Інший приклад потенційно-алергенного продукту — кормовий сорт Bt-кукурудзи «StarLink», розроблений Aventis Crop Sciences. Регулюючі органи США дозволили продаж насіння «StarLink» зі застереженням, що культура не повинна бути використана для споживання людиною. Обмеження базувалось на тестах, які демонстрували гірші перетравлювальні якості білка. Не зважаючи на обмеження, насіння кукурудзи «StarLink» було знайдене в продуктах харчування. 28 осіб звернулись до медичних установ з підозрою на алергічну реакцію. Однак, у центрі з контролю за захворюваннями США вивчили кров цих людей і прийшли до висновку, що немає ніяких доказів підвищеної чутливості до білка Bt-кукурудзи «StarLink». З 2001 року культивування сорту припинено. Моніторинг продемонстрував, що з 2004 року жодних слідів культивування сорту не спостерігається.
У 2005 році австралійська компанія CSIRO розробила пасовищний горох, стійкий до комах-шкідників. Експериментальні дослідження продемонстрували алергічні враження легенів у мишей. Подальша розробка цього сорту була негайно припинена. Нові докладні дослідження не підтвердили алергійних властивостей, пов'язаних із перенесеним геном. Алергійність викликав лектин, що в нормі присутній у насінні гороху.
Станом на 2010 рік інших прикладів алергенності трансгенних продуктів не спостерігалось. Сучасний аналіз генно-модифікованих продуктів на алергенність значно докладніший, ніж аналіз будь-яких інших продуктів на алергенність. Крім того, постійний моніторинг генно-модифікованих продуктів надає змогу відслідкувати їхню присутність у випадку, коли подібна алергія раптом буде встановлена.

#### Токсичність, що може бути пов'язана з ГМО
Окремі продукти генів, що переносяться в організм генно-інженерними методами, можуть демонструвати токсичні властивості.
В 1999 році опублікована стаття Арпада Пуштаї (Árpád Pusztai) щодо токсичності генно-модифікованої картоплі для щурів. В картоплю було вбудовано ген лектину з підсніжника з метою підвищити стійкість картоплі до нематод. Згодовування картоплі щурам продемонструвало токсичний ефект генно-модифікованого сорту. Опублікуванню даних передував гучний скандал, оскільки результати були представлені до експертної оцінки науковцями. Запропоноване Пуштаї пояснення, що менше лектин, а скоріш спосіб перенесення гену, викликав токсичний ефект, не підтримане більшістю науковців, оскільки даних, представлених у статті, недостатньо для формулювання саме таких висновків. Розробка трансгенної картоплі з геном лектину припинена.
Сучасна методологія допуску трансгенних рослин передбачає хімічний аналіз складу в порівнянні з конвенційними продуктами та досліди на експериментальних тваринах. Окремим предметом дискусії є дизайн експериментів на тваринах. Російська дослідниця Ірина Єрмакова провела дослідження на щурах, яке, на її думку, демонструє патологічний вплив генно-модифікованої сої на репродуктивні якості тварин. Оскільки дані широко дискутувались в світовій пресі, не будучи опублікованими в реферованих журналах, наукова спільнота розглянула результати докладніше. Огляд шести незалежних світових експертів встановив, що:
1. Результати Ірини Єрмакової суперечать стандартизованим результатам інших дослідників, що працювали з тим самим сортом сої і не виявили токсичного впливу на організм[36].
2. У своїй роботі Єрмакова зазначила, що отримала трансгенну сою з Нідерландів, хоча зазначена фірма не поставляє генно-модифіковану сою.
3. Використані ГМО продукти і контрольні зразки є сумішшю оригінальних сортів.
4. Не було наведено доказів, що контрольні зразки не містять матеріалу з модифікованими генами, так само не показано, що модифікована соя на 100 % трансгенна.
5. Відсутній опис дієт і складових раціону щурів.
6. Відсутні дані щодо харчування окремих особин, а продемонстровані дані стосуються груп особин.
7. Смертність в контрольній групі значно перевищувала нормальну смертність щурів цієї лабораторної лінії. Також знижена вага в контрольній групі вказує на недостатній догляд або недостатнє харчування щурів, що робить висновки дослідниці нерелевантними.

У 2009 році опубліковані дослідження Séralini, щодо оцінки токсичного впливу трансгенних сортів кукурудзи NK 603, MON 810, MON 863 на здоров'я щурів. Автори перерахували власними статистичними методами результати годування щурів, отримані Монсанто для сортів NK 603 та MON 810 в 2000 році та Covance Laboratories Inc для сорту MON 863 в 2001 році. Висновки свідчать про гепатотоксичність вживання цих генно-модифікованих сортів, тому привернули пильну увагу органів з регулювання.
EFSA GMO Panel висунула ряд критичних зауважень до обраного статистичного методу обчислення та висновків, наведених у статті:
1. результати представлені виключно у вигляді відсотка відмінностей для кожної змінної, а не в їхніх фактично вимірюваних одиницях;
2. розраховані значення параметрів токсикологічних випробувань не пов'язані з діапазоном нормального розподілу для досліджуваних видів;
3. розраховані значення токсикологічних параметрів не порівнювались з нормальним розподілом у піддослідних тварин, які годувались різними раціонами;
4. статистично достовірні відмінності не пов'язані з дозами;
5. і нарешті, невідповідності між статистичними аргументами Séralini та результатами цих трьох досліджень годування тварин, які пов'язані з патологією органів, гістопатологією та гістохімією.

EFSA дійшли висновку, що результати, продемонстровані Séralini не дають підстав для перегляду попередніх висновків про безпеку харчових продуктів, отриманих з трансгенних сортів кукурудзи NK 603, MON 810 та MON 863.
Станом на 2010 рік інших науково-задокументованих прикладів токсичності і негативного впливу на організм трансгенних продуктів, що допущені до комерційного вирощування, не спостерігалось. До 2007 року опубліковано 270 наукових робіт, які демонструють безпеку генно-модифікованих продуктів.

#### Горизонтальний перенос генів від ГМО до споживача
Розвиток технології генної модифікації і вживання генетично-модифікованої їжі стимулювали ряд експериментів з вивчення долі вжитої з продуктами ДНК в травній системі. Середньостатистична людина разом з продуктами вживає 0,1—1 г ДНК, незалежно від дієти. В процесі травлення 95 % ДНК деградує до окремих нуклеотидів, 5 % у вигляді шматків завдовжки від 100 до 400 нуклеотидів доходять до кишки. Оскільки в процесі виготовлення генно-модифікованих організмів широко використовують конститутивні промотори, які здатні включати гени також в тваринних клітинах, то залишається ризик, що шматки ДНК, які кодують промотори, вбудуються в геном людини і активують сплячі гени.
Досліди на мишах демонструють, що непереварена ДНК будь-якої їжі здатна проникати в кров, поступати в печінку і навіть проникати через плацентарний бар'єр. Але жодного випадку вбудовування шматків чужорідної ДНК в геном потомства не спостерігалось.

### Ризик для довкілля
Однією з проблем, пов'язаних з трансгенними рослинами є потенційний вплив на ряд екосистем.

#### Міграція генів завдяки переопиленню
Трансгени мають потенціал для впливу на довкілля, якщо вони збільшать присутність і збережуться в природних популяціях. Ці проблеми так само стосуються і конвенційної селекції. Необхідно враховувати такі фактори ризику:
1. Чи здатні трансгенні рослини рости за межами посівної площі?
2. Чи може трансгенна рослина передати свої гени місцевим диким видам і чи буде гібридне потомство родючим?
3. Чи впровадження трансгенів мають селективні переваги перед дикими рослинами у дикій природі?

Багато одомашнених рослин можуть перехрещуватись з дикими родичами, коли вони ростуть у безпосередній близькості, таким чином гени культивованих рослин можуть бути передані гібридам. Це стосується як трансгенних рослин, так і сортів конвенційної селекції, оскільки в будь-якому випадку йдеться про гени, які можуть мати негативні наслідки для екосистеми після вивільнення у дику природу. Це зазвичай не викликає серйозної стурбованості, незважаючи на побоювання з приводу «мутантів-супербур'янів», які б могли захарастити місцеву дику природу. Хоча гібриди між одомашненими і дикими рослинами далеко не рідкість, в більшості випадків ці гібриди не є родючим завдяки поліплоїдії і не зберігаються в довкіллі довгий час після того, як одомашнений сорт рослин вилучається з культивування. Однак, це не виключає можливості негативного впливу.
У деяких випадках, пилок з одомашнених рослин може поширюватися на багато кілометрів з вітром і запліднювати інші рослини. Це може ускладнити оцінку потенційного збитку від перехрещування, оскільки потенційні гібриди розташовані далеко від дослідних полів. Для вирішення цієї проблеми пропонуються системи, призначені для запобігання передачі трансгенів, наприклад, термінаторні технології та методи генетичної трансформації виключно хлоропластів так, щоб пилок не був трансгенний. Що стосується першого напрямку термінаторної технології, то існують передумови для несправедливого використання технології, яка може сприяти більшої залежності фермерів від виробників. Тоді як генетична трансформація хлоропластів не має таких особливостей, натомість має технічні обмеження, які ще необхідно подолати. На сьогоднішній день, ще немає жодного комерціалізованого сорту трансгенних рослин з вбудованою системою запобігання переопилення.
Є, принаймні, три можливі шляхи, що можуть призвести до вивільнення трансгенів:
1. гібридизації з не-трансгенними сільськогосподарськими культурами того ж виду та сорту;
2. гібридизація з дикими рослинами одного й того ж виду;
3. гібридизація з дикими рослинами близькоспоріднених видів, як правило, одного і того ж роду.

Однак, треба задовольнити ряд умов, щоб такі гібриди утворились:
1. трансгенні рослини повинні культивуватись досить близько до диких видів, щоб пилок міг фізично їх досягнути;
2. дикі і трансгенні рослини повинні цвісти одночасно;
3. дикі і трансгенні рослини повинні бути генетично сумісні.

Для того, щоб нащадки збереглись, вони повинні були життєздатними і плідними, а також містити перенесений ген.
Дослідження показують, що вивільнення трансгенних рослин найімовірніше може трапитись шляхом гібридизації з дикими рослинами споріднених видів.
1. Відомо, що деякі сільськогосподарські культури здатні схрещуватися з дикими предками.
2. При цьому те, що розповсюдження трансгенів в дикій популяції буде безпосередньо пов'язане з ступенем пристосованості разом зі швидкістю притоку генів в популяцію, вважається базовим принципом популяційної генетики. Вигідні гени будуть швидко поширюватися, нейтральні гени будуть розповсюджуватися шляхом генетичного дрейфу, невигідні гени будуть розповсюджуватись лише у випадку постійного притоку.
3. Екологічний вплив трансгенів не відомий, але загальноприйнятим є те, що тільки гени, які покращують ступінь пристосування до абіотичних факторів, дадуть гібридним рослинам достатню перевагу, щоб стати агресивним бур'яном. Абіотичні фактори, такі як клімат, мінеральні солі або температура — є неживою частиною екосистеми. Гени, які поліпшують пристосування до біотичних факторів, можуть порушувати (іноді дуже чутливий) баланс екосистеми. Так, наприклад, дикі рослини, які отримали ген стійкості до комах від трансгенної рослини, можуть стати стійкішими до одного зі своїх природних шкідників. Це могло б сприяти збільшенню присутності цієї рослини, а разом з тим може зменшитись кількість тварин, що перебувають вище в харчовому ланцюзі від шкідника, як джерела їжі. Тим не менше, точні наслідки трансгенів з селективною перевагою в природному середовищі майже неможливо надійно передбачити.

#### Міграція генів завдяки горизонтальному переносу генів
Окреме зауваження екологів викликає використання гену з nptII з кишкової палички стійкості до антибіотику канаміцину, як селективного маркеру. Його містять більшість комерціалізованих трансгенних рослин. Вважається, що цей ген може потрапити з залишками ДНК рослин в ґрунт, а звідти в геном ґрунтових бактерій. В результаті це призведе до фіксування стійкості до антибіотиків в бактеріальній популяції і переносу її в хвороботворні бактерії.
ДНК трансгенних рослин дійсно деякий час залишається в ґрунті, хоча при цьому деградує. Крім того, бактерії здатні «імпортувати» у власний геном чужорідні гени. Визначено частоту такої події в природних умовах на бактерії Acinetobacter: перенос в геном бактерії кільцевої плазміди 1,9 x 10−5, лінеаризованої молекули 2,0 x 10−8, перенос ДНК від трансгенних решток — менше ліміту вимірювання 1 −11.

#### Експериментальні дані екологічних досліджень
Станом на 2007 рік у світі вирощувалось 14 млн гектарів трансгенного бавовнику, з них 3,8 млн га в Китаї. Бавовникова совка один з найсерйозніших шкідників, личинка якого вражає не тільки бавовник, а й злаки, овочі й інші культурні рослини. В Азії вона за сезон дає чотири покоління. Пшениця — основна рослина-хазяїн для першого покоління совки, а бавовник, соя, арахіс і овочеві — це хазяї для наступних трьох поколінь. Основним агротехнічним заходом боротьби було інтенсивна, до 8-ми разів за сезон, обробка полів інсектицидами. Втім це привело до появи стійкої до інсектицидів совки і, як результат, спалах кількості совки в 1992 році і, відповідно, збільшення інтенсивності обробки інсектицидами.
У 1997 році на ринок випущений перший трансгенний бавовник, що містить ген Bt-токсину, культивування якого призвело до збільшення врожайності і різкого зменшення використання інсектицидів до двох поливів за сезон. Результати десятирічного моніторингу екологічної ситуації свідчать, що з 1997 року щільність враження личинкою совки знижується і продовжує знижуватись. Крім того, популяція совки зменшилась не тільки на трансгенному бавовнику, а й на інших культурних рослинах. Це пояснюється тим, що бавовник, як рослина-хазяїн для другої сезонної хвилі розмноження совки, суттєво редукує цю другу хвилю, що відповідно одразу відображається на чисельності особин третій і четвертій хвилі.
Одночасно зі зменшенням совки на бавовникових полях дещо збільшилась кількість іншого шкідника — клопів з родини Miridae. Це пояснюється зменшеною інтенсивністю застосування інсектицидів. Все це створило сприятливі умови для розвитку цього шкідника.
Fusarium proliferatum — фітопатогенний грибок, що ушкоджує кукурудзу і продукує цитотоксин фумонізин, нейро- , пневмотоксичний і канцерогенний для людей, а тому припустимий вміст його строго контролюється. Результати екологічного моніторингу конвенційних сортів та генномодифікованої Bt-кукурудзи продемонстрували неочікуваний ефект зменшення враження цим грибком генномодифікованих сортів. Очевидно, грибок вражає переважно пошкоджені комахами рослини, а стійкі до комах трансгенні рослини фузаріозом не вражаються.

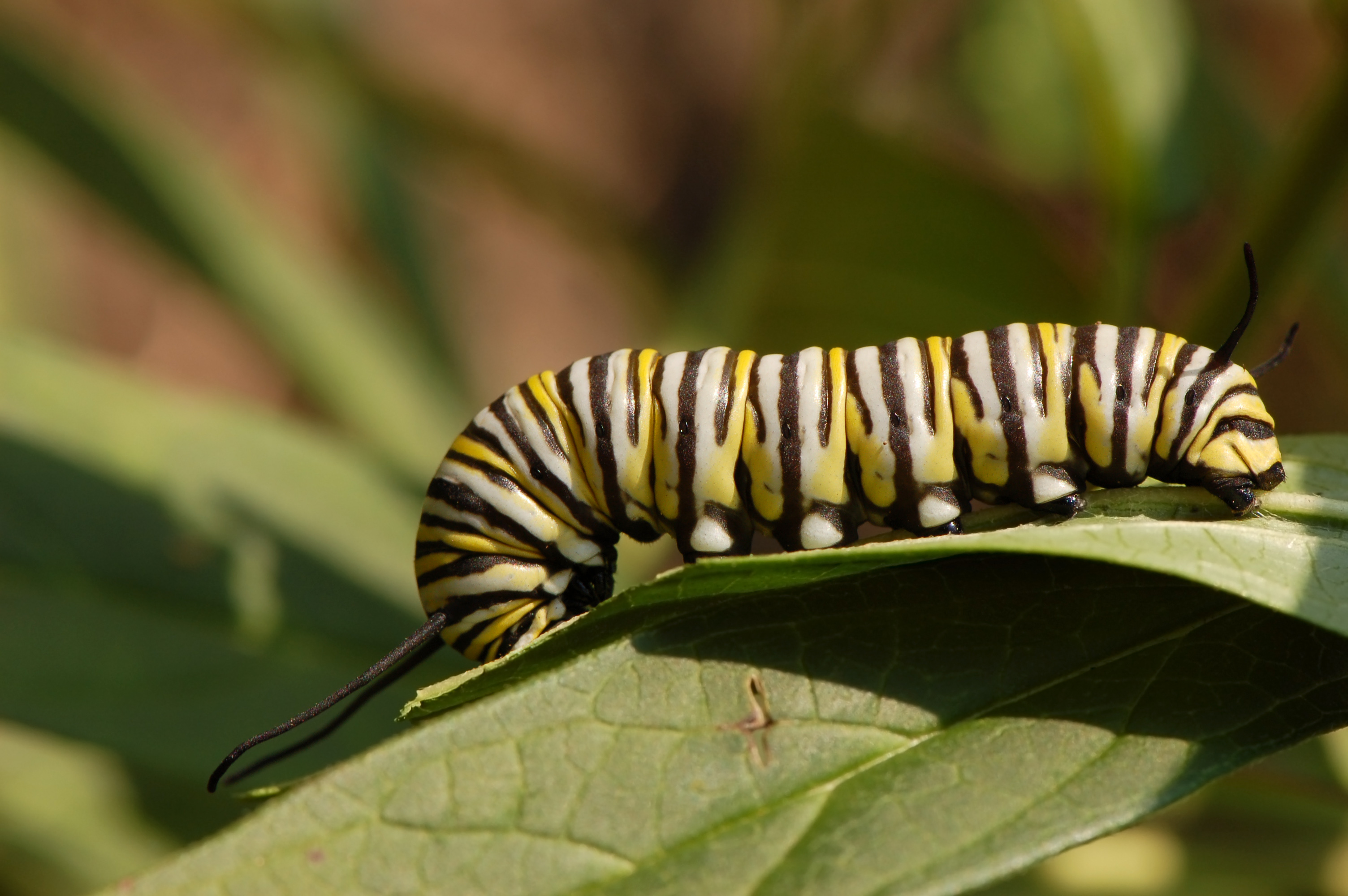
Гусінь метелика монарха на листку ластовня

У 1999 році проведене перше експериментальне дослідження щодо оцінки ризику впливу трансгенних рослин на довкілля. Оцінювали можливість і вплив токсичного забруднення пилком Bt-кукурудзи квіток ваточника сирійського, пилком якого живиться метелик монарх. Встановлено, що в лабораторних умовах згодовування пилку Bt-кукурудзи гусіні метелика призводить до уповільнення росту та підвищеної смертності личинок. Пізніші дослідження щодо оцінки ризику з урахуванням рівня експозиції і забруднення трансгенним пилком, використання пестицидів та інших потенційних токсичних речовин, показали, що вплив пилку Bt-кукурудзи на популяцію метелика монарха залишається низьким.
Аналогічне лабораторне дослідження було проведено на личинках волохокрильців Hydropsyche borealis. Штучне вигодовування личинок пилком Bt-кукурудзи продемонструвало збільшення смертності на 20 %. Ті ж автори відтворили дослід у природних умовах з метою перевірки результатів, отриманих в лабораторних умовах. Волохокрильці культивувались в контейнерах, встановлених поряд з полями, засіяними Bt-кукурудзою. У природних умовах впливу трансгенного пилку на життєздатність волохокрильців не спостерігалось.
Причиною масової загибелі медоносних бджіл, що досягла в США свого піку в 2007 році і яка отримала назву «колапс бджолиних колоній», довгий час вважалось вирощування Bt-культур. Пізніше встановлено, що причиною загибелі стала вірусна інфекція, а не ГМО.

## Законодавство, що регулює допуск, торгівлю та маркування ГМ-харчових продуктів

### Українське законодавство

Українське маркування генетично немодифікованої їжі

В Україні допуск ГМ продуктів регулюють: Закон України «Про державну систему біобезпеки при створенні, випробуванні, транспортуванні та використанні генетично модифікованих організмів».
Постанова Кабінету Міністрів України від 18 лютого 2009 року № 114 про «Порядок державної реєстрації генетично модифікованих організмів джерел харчових продуктів, а також харчових продуктів, косметичних і лікарських засобів, які містять такі організми або отримані з їхнім використанням».
Закон України «Про захист прав споживачів» (Стаття 15. п 6) «Інформація про продукцію повинна містити: позначку про наявність або відсутність у складі харчових продуктів генетично модифікованих компонентів».
Таким чином, маркуванню підлягають не тільки продукти отримані з ГМО, а також харчові добавки, отримані за допомогою ГМО. Ні в Європейське, ні законодавство Сполучених Штатів не передбачає маркування харчових добавок, отриманих за допомогою генно-модифікованих мікроорганізмів. Крім того, Україна стала першою державою у світі, яка зобов'язала виробників та імпортерів харчових продуктів вказувати позначення «без ГМО» в маркуванні всіх, без винятку, харчових продуктів, навіть тих, у яких ГМО не може бути ні теоретично, ні практично.
3 жовтня 2012 року, Кабінет Міністрів України схвалив законопроєкт, який дозволяє не маркувати продукцію, яка не містить ГМО.
23 серпня 2023 року, Верховна Рада України ухвалила в цілому законопроєкт № 5839 «Про державне регулювання генетично-інженерної діяльності та державний контроль за обігом генетично модифікованих організмів і генетично модифікованої продукції для забезпечення продовольчої безпеки». Документ визначає правові та організаційні засади державного регулювання генетично-інженерної діяльності, забезпечення продовольчої безпеки держави шляхом здійснення державного контролю за використанням генетично модифікованих організмів і обігом генетично модифікованої продукції. Також у ньому визначаються терміни «генетично модифікований організм», «генетично модифікована продукція», «ГМ-продукція як харчовий продукт», запроваджується державна реєстрація ГМО тощо.

### Європейське законодавство
В Європейському Союзі допуск ГМО регулюється двома законодавчими актами:
1. Directive on the Deliberate Release into the Environment of Genetically Modified Organisms (2001/18)[58]. Цей закон регулює правила комерційного допуску ГМ рослин (що здатні до розмноження), та випуск таких рослин в оточуюче середовище.
2. Regulation on Genetically Modified Food and Feed (1829/2003)[59]. Цей закон регулює допуск на ринок їжі та кормів, що вироблені з або містять ГМ рослини.

Крім цих двох законів існує цілий ряд уточнюючих нормативних актів.
Повний перелік трансгенних рослин, що допущені до комерціалізації в Європі, можна знайти на сайті GMO compass.

### Законодавство США
Допуск генно-модифікованих продуктів регулюють три федеральні агентства
Department of Agriculture' s Animal and Plant Health Inspection Service(APHIS), Environmental Protection Agency (EPA) та Food and Drug Administration (FDA)
Закони США:
- Міністерство сільського господарства (APHIS)
  - 7 CFR Part 340 : Introduction of Organisms and Products Altered or Produced Through Genetic Engineering Which are Plant Pests or Which There is Reason to Believe are Plant Pests (Впровадження організмів та продуктів, що змінені або вироблені за допомогою генної інженерії і є шкідниками рослин або, тих про які існують підстави вважати, що вони є шкідниками рослин)[61].

- Міністерство охорони навколишнього середовища (EPA)
  - 40 CFR Parts 152 and 174: Pesticide Registration and Classification Procedures (Реєстрація пестицидів та їхня класифікація)[62].
  - 40 CFR Part 172: Experimental Use Permits (Дозвіл для експериментального використання)[63].
  - 40 CFR Part 725: Reporting Requirements and Review Processes for Microorganisms (Вимоги до звітності та процеси огляду для мікроорганізмів)[64].

- Управління з санітарного нагляду за якістю харчових продуктів та медикаментів (FDA)
  - Statement of Policy: Foods Derived From New Plant Varieties (Продукти, отримані з нових видів рослин)[65]
  - Додаток: Consultation Procedures under FDA's 1992 Statement of Policy[66].
  - Реєстр генно-модифікованих рослин, допущених до культивування і продажу у світі, а також тих, які очікують допуску комерціалізації можна знайти на сайті Biotechnology industry organizations[67]. Перелік стосується продуктів, вироблених такими фірмами: BASF Plant Science, Bayer CropScience LP, Dow AgroSciences LLC, Monsanto Company, Pioneer, Dupont Company та Syngenta Seeds Inc.

### Інші світові регулюючі акти
Продовольча та сільськогосподарська організація ООН разом зі Всесвітньою організацією охорони здоров'я розробили додаток до Кодекс Аліментаріус — «Foods derived from modern biotechnology», що регулює правила безпеки стосовно генно-модифікованих продуктів.

### Проблеми узгодження законодавств
Не зважаючи на те, що закони, які регулюють допуск ГМ продуктів на ринок подібні, в їхній реалізації існують певні розбіжності. США декларує політику вільної торгівлі, натомість Європа допускає вільну торгівлю з певними обмеженнями, що базується на принципі обережності. 2003 року США, Канада та Аргентина подали скаргу в Світову організацію торгівлі щодо обмежень з боку Європи. 2005 року СОТ задовольнила більшість пунктів скарги.
Також спостерігається асинхронний допуск ГМ продуктів в різних країнах, що викликає штучну зміну торгових пріоритетів. Наприклад, згідно з Європейським законодавством, продукти схрещування раніше допущеного і комерціалізованого генно-модифікованого сорту з конвенційними сортами, вважаються новим ГМ-продуктом і підлягають новій процедурі допуску. Натомість в Сполучених Штатах такі продукти окремого дозволу не потребують.
Переважна кількість допусків ГМ в Європі стосується дозволів на імпорт сировини, а не культивування. Так, Європа імпортує трансгенну сировину, вміст якої в готовому продукті не повинен перевищувати 0.9 %. Внаслідок асинхронності допусків очікується або перебудова торговельних ринків, або Європа відмовиться від принципу нульової толерантності.

## Міжнародний реєстр ГМО
На сайті International Service for the Acquisition of Agri-biotech Applications (ISAAA) [Архівовано 1 червня 2019 у Wayback Machine.] поданий міжнародний реєстр ГМО, який станом на початок 2013 року містив інформацію про 319 харчових рослин, в які були додані чужі гени.